# Komijské pralesy
Komijské pralesy (rusky Девственные леса Коми) se rozkládají na severu Uralu na území Komijské republiky Ruské federace. Od roku 1995 jsou zaneseny na seznam světového přírodního dědictví UNESCO. Jedná se o největší nedotčené lesy Evropy (na ploše 32 800 km²).
Lesy přináleží k uralské tajze. Jejich území spadá pod Pečoro-Ilyčskou přírodní rezervaci (721,3 km²)a Národní park Jugyd va (18,917 km²). Západní část má charakter rovin, východní část je spíše podhorská až horská. Masivem lesa protéká několik řek. Žije zde více než 200 druhů ptáků, stejně jako řada vzácných druhů ryb, savců i rostlin.

## Geografie
Komijské pralesy se rozkládají na ploše 32 800 km² na západním svahu severního Uralu, na severovýchodě Komijské republiky. Na západě je území tvořeno rovinami tajgy, na východě potom stoupá až do horských poloh. Roviny na západě se nacházejí přibližně 100 m n. m. Na nich se nachází četné bažiny a nivy. Na východě se začíná terén vlnit a táhne se přes podhůří Uralu. Na jihu tohoto území leží Pečoro-Ilyčská přírodní rezervace, zalesněná rovina s písčitými a jílovitými půdami, vzniklá pohyby ledovců. Podhůřím protékají řeky pramenící v Uralu, například Ilyč, Ščugor či Podčerje, které ústí do Pečory. Díky erozi vápence vznikla v podhůří krasová oblast, ve které se nachází mnoho různých propastí, kráterů, kamenných sloupů a proměnlivých koryt řek. Východní hranice pralesů tvoří vrcholky Uralu, nejvyšší horou nacházející se na území chráněné oblasti je Narodnaja, vysoká 1895 m.

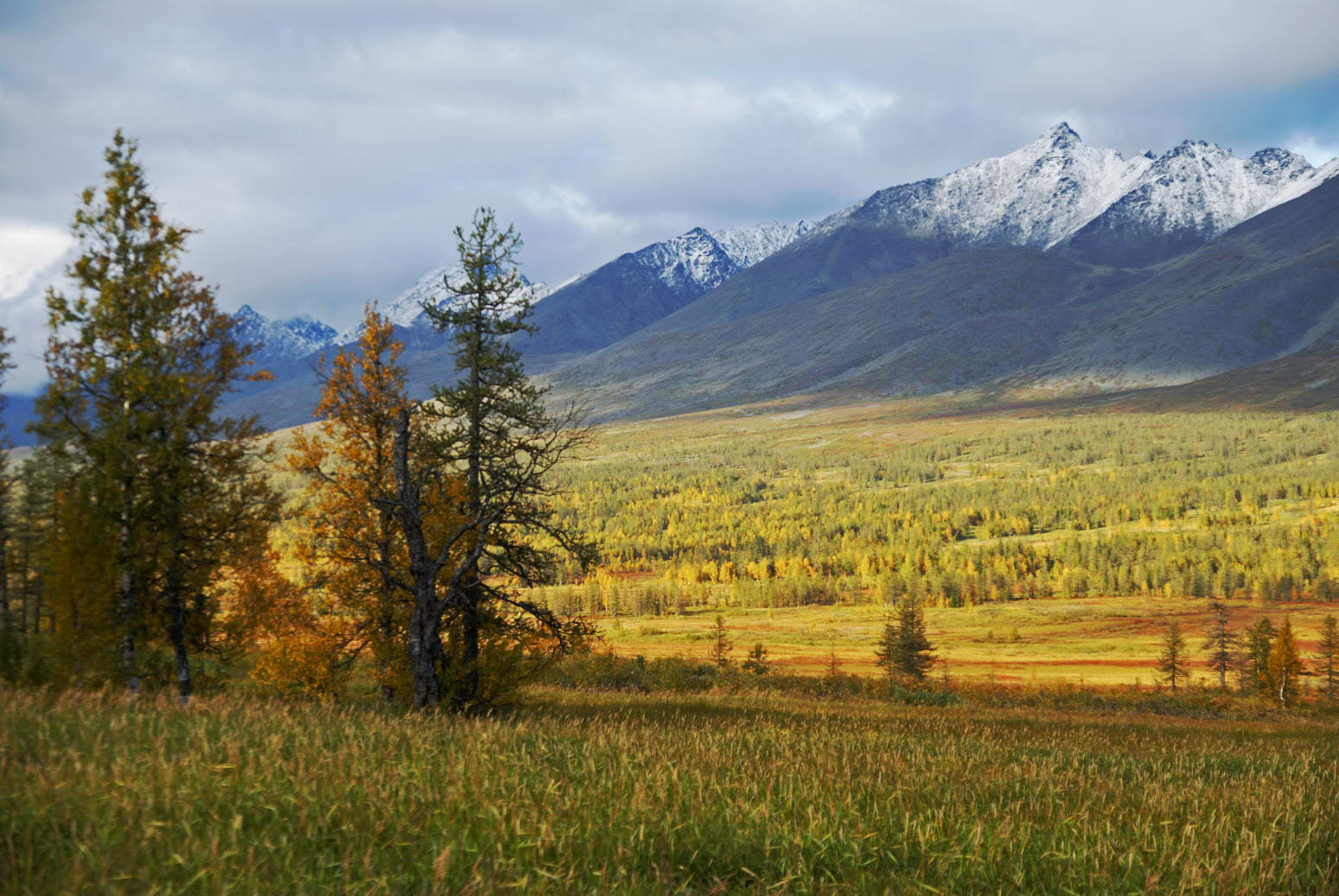
Sablinský hřbet

## Fauna a flora
Velká část Komijských pralesů má charakter tajgy, která se táhne od bažin a niv v rovinách až po podhůří Uralu. Lesy jsou tvořeny především borovicí lesní a modřínem sibiřským, který roste hlavně ve vyšších polohách. V údolích se daří smrku ztepilému, jedli sibiřské a borovicím. Ve vyšších polohách je tajga nahrazena subalpínským vegetačním stupněm s travinatými územími či horským lesem. Komijské pralesy jsou jediným územím v Evropě, kde se vyskytuje borovice sibiřská.
Komijské pralesy jsou útočištěm pro množství ohrožených a chráněných druhů zvířat, jako například vydra říční, vlk, bobr evropský, rys ostrovid, rosomák sibiřský či sobol asijský. K nejznámějším druhum savců patří mj. los evropský, zajíc bělák, kuna lesní, poletuška slovanská, veverka obecná či medvěd hnědý. Kromě bobra se na území nově usadila také ondatra pižmová. Mezi 204 rozpoznaných druhů ptáků patří datel černý, bělokur rousný, ořešník kropenatý, datlík tříprstý, modruška tajgová, tetřívek obecný a tetřev hlušec, stejně jako některé druhy vodních ptáků: hohol severní, morčák velký, husa polní či hvízdák euroasijský. Téměř všechny řeky protékající tímto územím souží jako místa tření lososů. Celkem zde bylo objeveno 16 různých druhů ryb, např. lipan podhorní či různé druhy síhů.

## Ohrožení
Ačkoli je území komijských pralesů chráněno ruskými zákony i mezinárodními úmluvami, bohatá naleziště zlata na území národního parku Jugyd va přitahují těžaře. Na teritoriu parku docházelo k nelegální těžbě zlata a tlak na komijskou vládu vyústil až v posunutí hranic parku roku 2010 a tím k oficiálnímu uvolnění ložisek zlata.

## Galerie

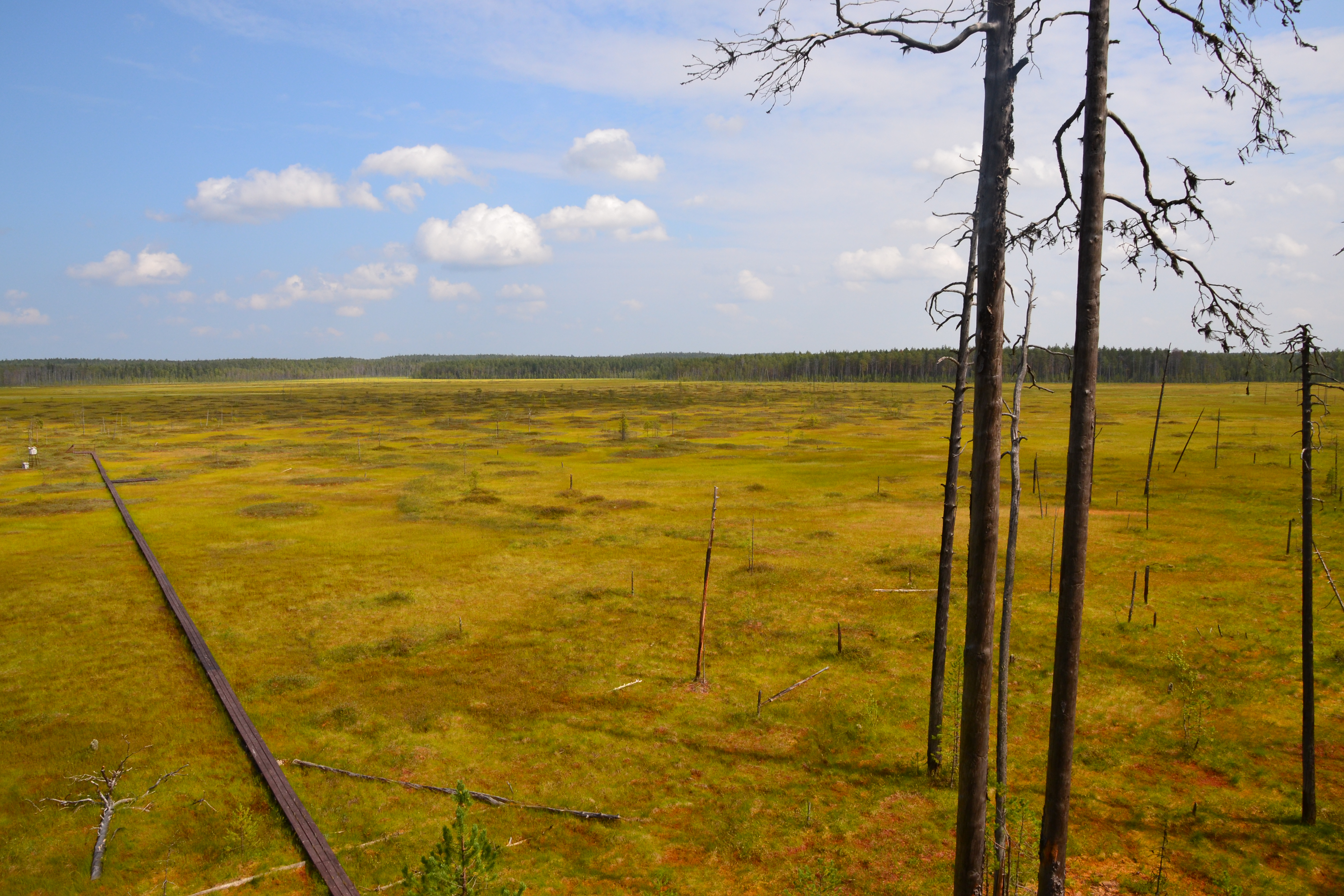
Bažina v Pečoro-Ilyčské přírodní rezervaci
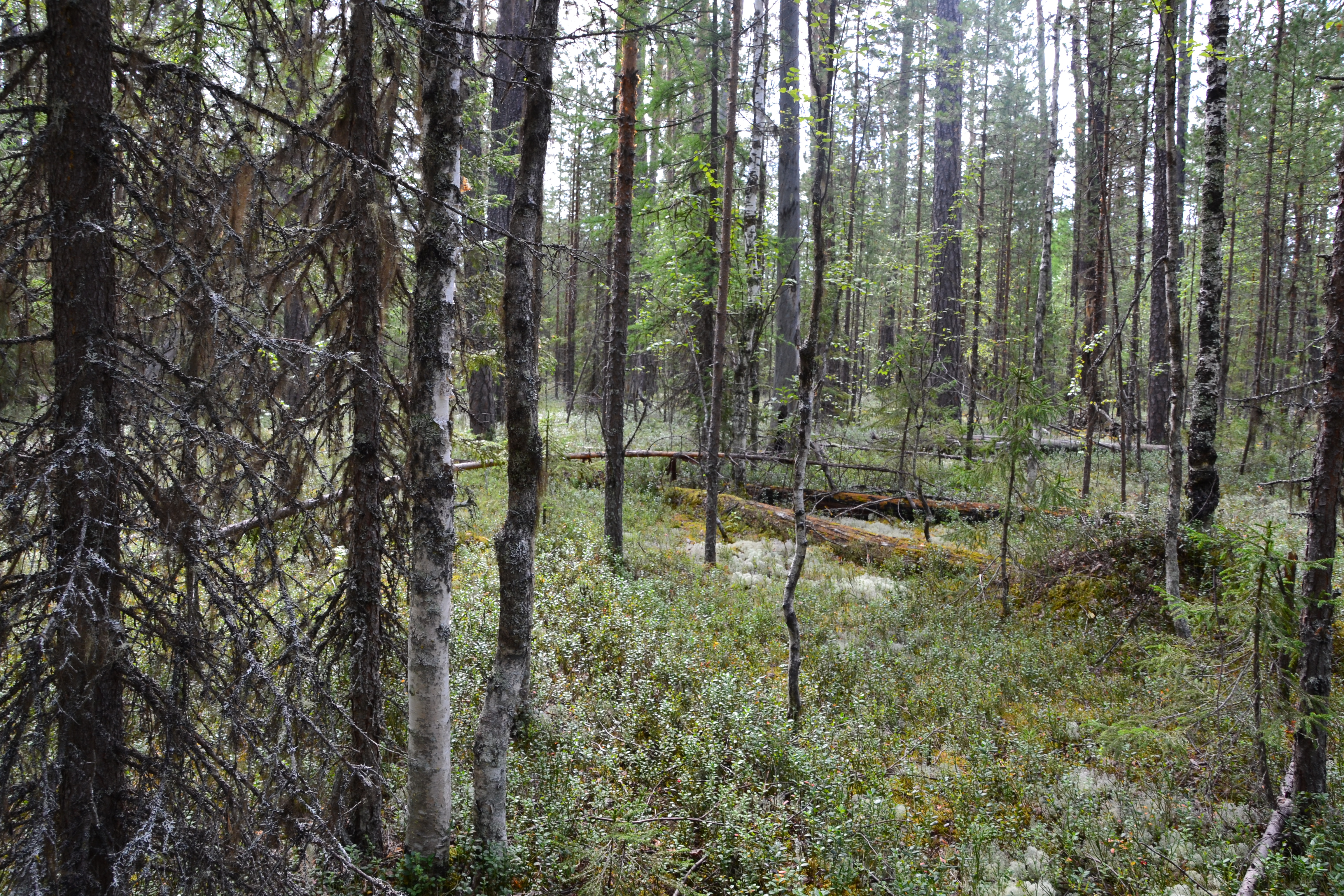
Komijský prales
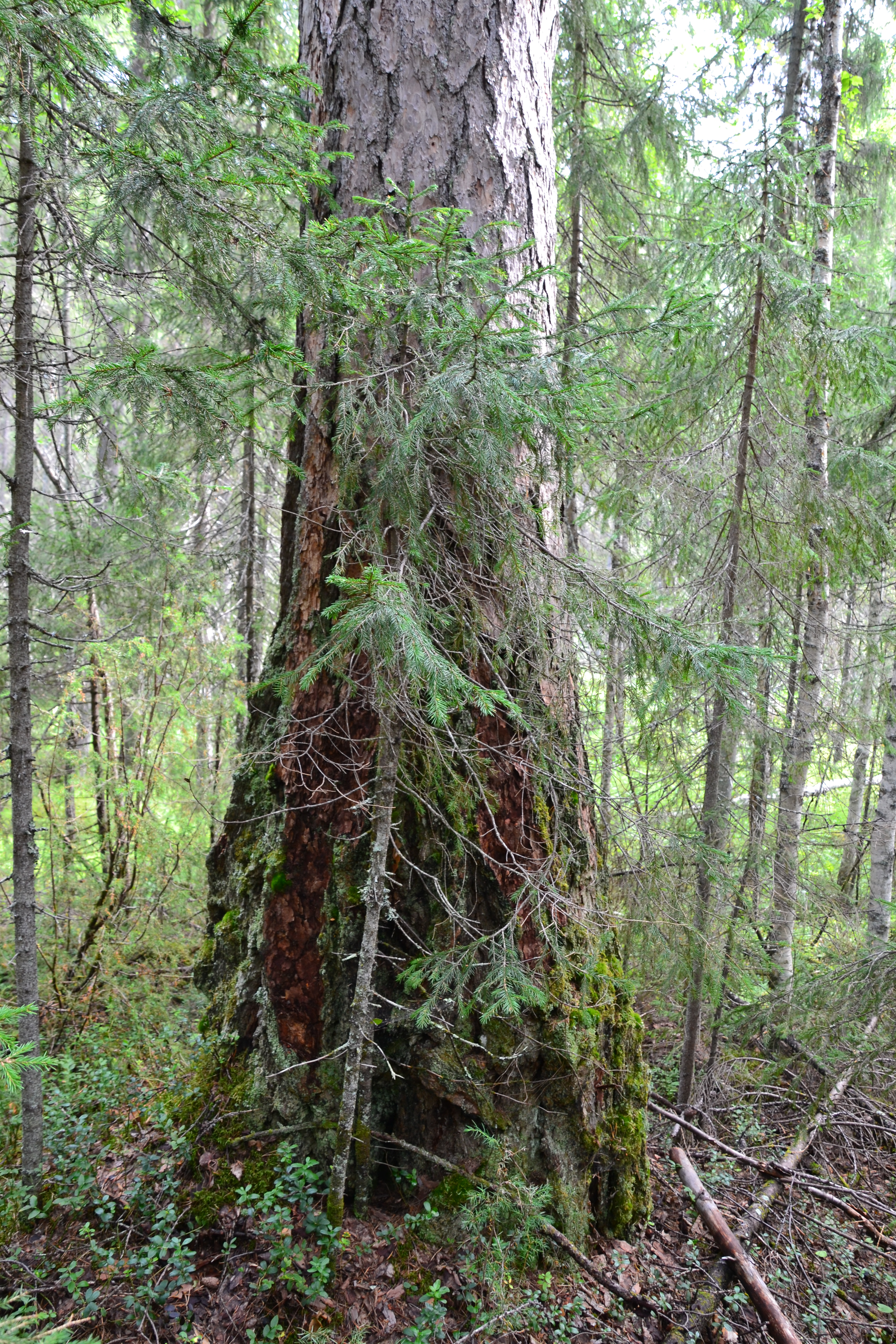
Modřín sibiřský v Pečoro-Ilyčské přírodní rezervaci
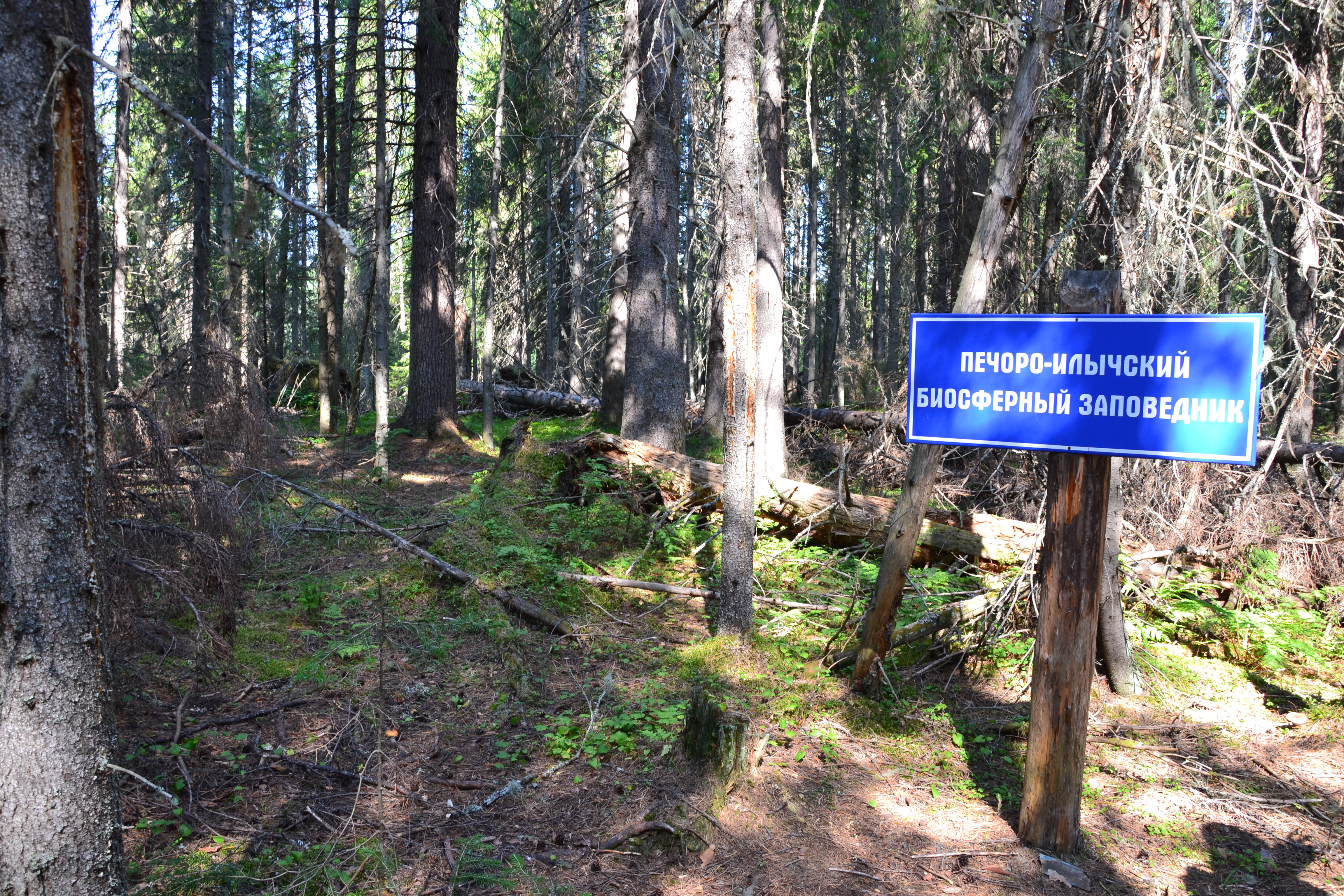
Vstup do Pečoro-Ilyčské přírodní rezervace
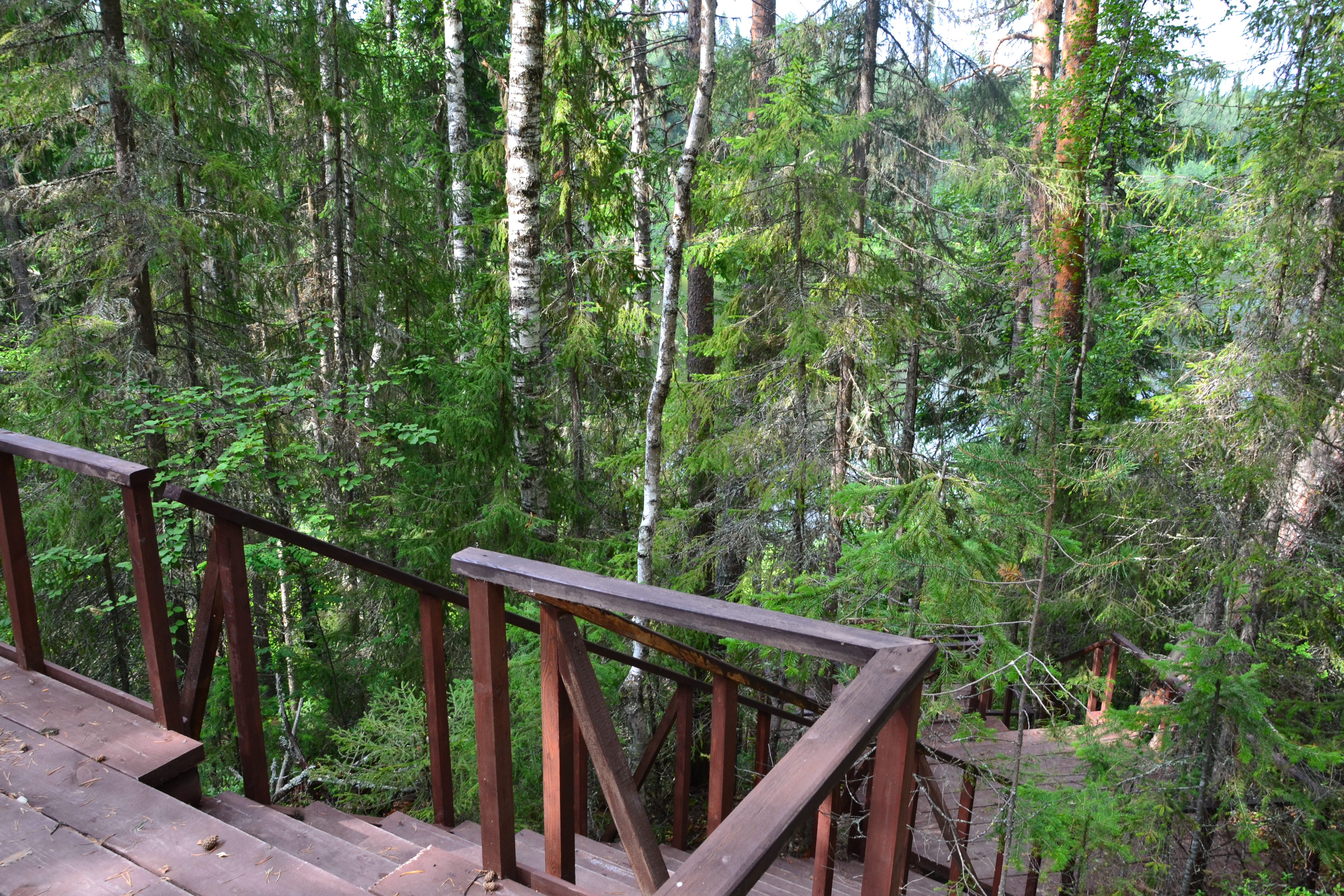
Naučná stezka v Pečoro-Ilyčské přírodní rezervaci
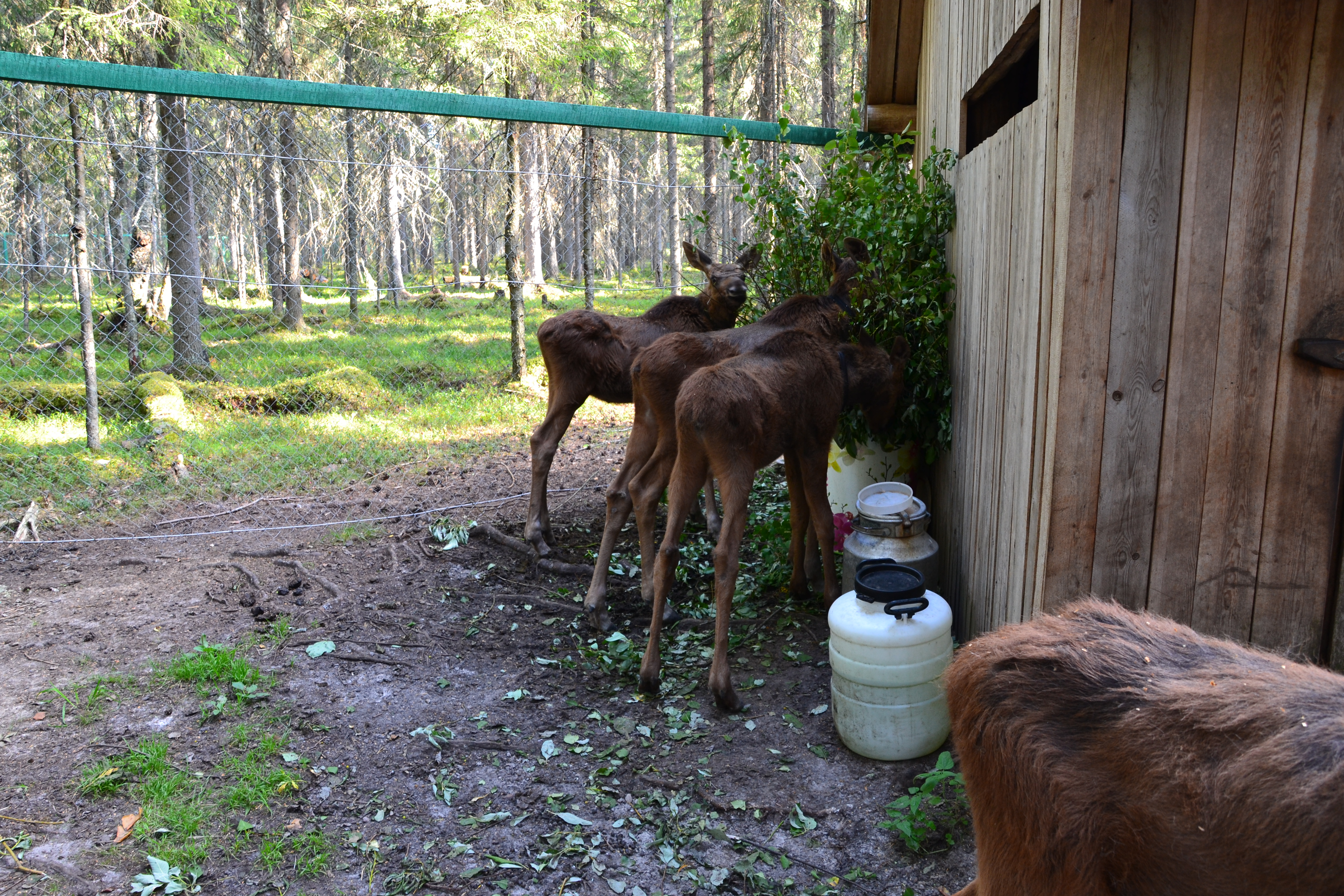
Losí farma ve vesnici Jakša
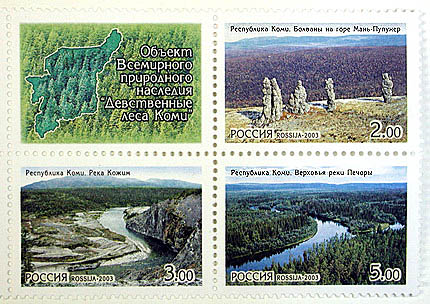
Poštovní známky s komijskými lesy